# Mohamed Aidara
Cherif Mohamed Aidara (* 24. Dezember 1989 in Dakar) ist ein senegalesischer Fußballspieler.

## Karriere
Der Mittelfeldspieler war in seiner Jugend u. a. für den FC St. Pauli, SC Concordia Hamburg sowie den Paris FCaktiv. Sein Debüt im Seniorenbereich gab er dann 2008 für den deutschen Oberligisten Niendorfer TSV aus Hamburg. Der USC Paloma Hamburg, FSV Frankfurt II, Germania Ober-Roden, Lüneburger SK Hansa, VfB Oldenburg waren bis 2015 die weiteren Stationen des Senegalesen. Dann spielte er zwei Jahre für den Werder Bremen II in der 3. Liga und erzielte dort einen Treffer in 36 Ligapartien. Die Saison 2017/18 verbrachte Aidara beim belgischen Erstligisten Royal Excel Mouscron und kam dort zu 21 Pflichteinsätzen. Nach einem Jahr ohne Verein stand er beim Næstved BK in Dänemark unter Vertrag, absolvierte dort jedoch kein Spiel. Seit 2021 ist Aidaraa nun in der Victorian Premier League in Australien aktiv, zuerst bei Altona Magic SC und aktuell spielt er für den Heidelberg United FC.

## Sonstiges
Sein älterer Bruder Kassim Aidara (* 1987) war ebenfalls Profifußballer und spielte u. a. für die indischen Vereine Punjab FC und East Bengal FC in der I-League.